# ناو هیرادو
ناو هیرادو (به انگلیسی: Japanese cruiser Hirado) یک کشتی بود که طول آن ۱۴۴٫۸ متر (۴۷۵ فوت ۱ اینچ) بود. این کشتی در سال ۱۹۱۱ ساخته شد.